# M-25 (Kosovo)
De M-25 of Magjistrale 25 is een hoofdweg in Kosovo. De weg loopt van de grens met Albanië via Prizren, Pristina en Podujevë naar de grens met Servië. In Albanië loopt de weg verder als A1 naar Kukës en Durrës. In Servië loopt de weg als M25 verder naar Niš. De M-25 is ongeveer 130 kilometer lang.
De M-25 is tussen Pristina en Servië onderdeel van de E80, de Europese weg van Lissabon in Portugal naar Gürbulak in Turkije. Daarnaast is de weg tussen Servië en Pristina ook onderdeel van de E80 tussen  Lissabon in Portugal en Gürbulak in Turkije.
De functie als hoofdroute tussen Pristina en Albanië heeft de weg in de afgelopen jaren verloren aan de nieuwe, parallelle autosnelweg R7. 

## Geschiedenis
In de tijd dat Kosovo bij Joegoslavië hoorde, was de M-25 onderdeel van de Joegoslavische hoofdweg M25. Deze weg liep van Roemenië via Kladovo, Negotin, Zaječar, Niš, Pristina en Prizren naar Albanië. Na het uiteenvallen van Joegoslavië en de de facto onafhankelijkheid van Kosovo behield de weg haar nummer. 